# Aposonalco amoyote
Aposonalco amoyote är en tvåvingeart som beskrevs av Charles L. Hogue 1992. Aposonalco amoyote ingår i släktet Aposonalco och familjen Blephariceridae. Inga underarter finns listade i Catalogue of Life.